# Primera divisió espanyola de futbol 1954-1955
El Reial Madrid Club de Futbol va revalidar el seu títol de lliga. L'equip blanc es va reforçar amb l'argentí Héctor Rial, que va fomar una gran davantera amb Alfredo Di Stéfano, marcant 43 gols entre tots dos. El títol el varen aconseguir la penúltima jornada a l'Stadium Metropolitano guanyant 2-4 a l'Atlètic de Madrid.

## Equips participants
| Club                   | Ciutat        | Estadi          | Capacitat |
| ---------------------- | ------------- | --------------- | --------- |
| Alavés                 | Vitòria       | Mendizorroza    | 7,500     |
| Atlético Bilbao        | Bilbao        | San Mamés       | 40,400    |
| Atlètic de Madrid      | Madrid        | Metropolitano   | 56,717    |
| FC Barcelona           | Barcelona     | Les Corts       | 46,000    |
| Celta de Vigo          | Vigo          | Balaidos        | 15,850    |
| Deportivo de La Coruña | La Corunya    | Riazor          | 22,182    |
| RCD Espanyol           | Barcelona     | Sarrià          | 30,000    |
| Hèrcules CF            | Alacant       | La Viña         | 14,024    |
| UD Las Palmas          | Las Palmas    | Insular         | 12,000    |
| Málaga                 | Màlaga        | La Rosaleda     | 8,734     |
| Reial Madrid           | Madrid        | Nuevo Chamartín | 90,123    |
| Real Santander         | Santander     | El Sardinero    | 21,800    |
| Reial Societat         | Sant Sebastià | Atotxa          | 21,650    |
| Sevilla FC             | Sevilla       | Nervión         | 30,000    |
| València CF            | València      | Mestalla        | 33,567    |
| Reial Valladolid       | Valladolid    | Municipal       | 16,555    |

## Classificació general
| Pos | Equip               | PJ | PG | PE | PP | GF | GC | DG  | Pts | Classificació o descens            |
| --- | ------------------- | -- | -- | -- | -- | -- | -- | --- | --- | ---------------------------------- |
| 1   | Reial Madrid (C)    | 30 | 20 | 6  | 4  | 80 | 31 | +49 | 46  | Clas. per la C.Eur. i la C.Llatina |
| 2   | FC Barcelona        | 30 | 17 | 7  | 6  | 75 | 39 | +36 | 41  | Convidat a la Copa de Fires        |
| 3   | At. Bilbao          | 30 | 15 | 9  | 6  | 78 | 39 | +39 | 39  |                                    |
| 4   | Sevilla FC          | 30 | 15 | 4  | 11 | 74 | 58 | +16 | 34  |                                    |
| 5   | València            | 30 | 15 | 3  | 12 | 71 | 60 | +11 | 33  |                                    |
| 6   | Hèrcules CF         | 30 | 11 | 9  | 10 | 46 | 57 | −11 | 31  |                                    |
| 7   | Deportivo La Coruña | 30 | 12 | 6  | 12 | 52 | 59 | −7  | 30  |                                    |
| 8   | Atlètic de Madrid   | 30 | 11 | 7  | 12 | 59 | 64 | −5  | 29  |                                    |
| 9   | Reial Valladolid    | 30 | 11 | 5  | 14 | 48 | 56 | −8  | 27  |                                    |
| 10  | Alavés              | 30 | 11 | 5  | 14 | 51 | 62 | −11 | 27  |                                    |
| 11  | Celta de Vigo       | 30 | 10 | 7  | 13 | 55 | 60 | −5  | 27  |                                    |
| 12  | UD Las Palmas       | 30 | 10 | 7  | 13 | 45 | 69 | −24 | 27  |                                    |
| 13  | RCD Espanyol (O)    | 30 | 8  | 10 | 12 | 42 | 46 | −4  | 26  | Promoció                           |
| 14  | Reial Societat (O)  | 30 | 9  | 6  | 15 | 48 | 53 | −5  | 24  | Promoció                           |
| 15  | Real Santander (R)  | 30 | 9  | 2  | 19 | 39 | 81 | −42 | 20  | Descens                            |
| 16  | Málaga (R)          | 30 | 6  | 7  | 17 | 36 | 65 | −29 | 19  | Descens                            |

## Resultats
| Casa \ Fora         | ALA | ATB | ATM | BAR | CEL | DEP | ESP | HER | LPA | MAL | RMA | RSA | RSO | SEV | VAL | VAD |
| ------------------- | --- | --- | --- | --- | --- | --- | --- | --- | --- | --- | --- | --- | --- | --- | --- | --- |
| Alavés              | —   | 2–2 | 2–0 | 2–2 | 2–0 | 2–1 | 2–2 | 2–0 | 4–1 | 5–1 | 2–4 | 2–1 | 0–1 | 2–1 | 7–0 | 1–4 |
| Atlético Bilbao     | 4–0 | —   | 1–1 | 1–1 | 2–2 | 5–1 | 1–2 | 3–0 | 9–2 | 6–1 | 2–0 | 3–0 | 1–0 | 2–2 | 7–0 | 1–0 |
| Atlètic de Madrid   | 4–1 | 1–2 | —   | 2–2 | 4–0 | 2–1 | 2–1 | 3–0 | 2–2 | 2–2 | 2–4 | 3–1 | 4–0 | 0–3 | 2–3 | 5–4 |
| FC Barcelona        | 5–2 | 2–3 | 4–0 | —   | 5–2 | 3–1 | 1–0 | 1–1 | 1–0 | 5–0 | 2–2 | 7–0 | 4–1 | 4–2 | 4–1 | 5–0 |
| Celta de Vigo       | 2–0 | 1–0 | 8–1 | 1–1 | —   | 2–0 | 1–1 | 1–1 | 5–1 | 3–0 | 1–1 | 2–1 | 5–1 | 5–1 | 2–1 | 2–2 |
| Deportivo La Coruña | 3–0 | 1–1 | 1–0 | 2–2 | 4–2 | —   | 1–1 | 2–1 | 4–1 | 3–2 | 3–3 | 3–1 | 2–1 | 4–2 | 2–1 | 2–1 |
| RCD Espanyol        | 4–1 | 1–3 | 2–0 | 2–4 | 4–0 | 2–2 | —   | 4–1 | 0–0 | 1–1 | 1–3 | 1–0 | 1–0 | 2–0 | 1–1 | 1–1 |
| Hèrcules CF         | 2–2 | 3–2 | 4–0 | 1–0 | 2–1 | 4–2 | 0–0 | —   | 4–0 | 1–0 | 1–1 | 2–0 | 4–1 | 1–1 | 3–2 | 2–1 |
| UD Las Palmas       | 2–2 | 3–3 | 4–1 | 2–0 | 3–1 | 2–1 | 2–1 | 1–1 | —   | 2–1 | 1–1 | 5–1 | 2–2 | 4–0 | 1–0 | 2–0 |
| Málaga              | 2–1 | 1–3 | 0–3 | 1–2 | 0–0 | 0–1 | 1–1 | 3–3 | 2–0 | —   | 3–1 | 3–1 | 2–1 | 0–2 | 1–1 | 1–2 |
| Reial Madrid        | 4–1 | 3–1 | 1–0 | 3–0 | 5–1 | 5–1 | 5–1 | 3–0 | 7–0 | 4–1 | —   | 3–0 | 1–1 | 3–1 | 1–2 | 1–0 |
| Real Santander      | 0–2 | 1–4 | 2–4 | 2–1 | 3–1 | 2–1 | 3–1 | 1–1 | 2–1 | 2–1 | 0–4 | —   | 3–3 | 3–1 | 3–2 | 2–1 |
| Reial Societat      | 2–0 | 3–3 | 0–2 | 0–2 | 5–0 | 3–0 | 1–0 | 4–0 | 4–0 | 1–1 | 1–3 | 3–0 | —   | 1–2 | 3–0 | 3–3 |
| Sevilla FC          | 1–2 | 1–1 | 3–3 | 0–2 | 5–2 | 3–2 | 3–2 | 6–1 | 4–0 | 6–1 | 1–0 | 5–2 | 5–2 | —   | 2–1 | 5–1 |
| València            | 6–1 | 3–2 | 4–4 | 4–1 | 2–1 | 4–0 | 2–0 | 8–2 | 4–0 | 0–2 | 1–3 | 8–1 | 2–0 | 3–1 | —   | 2–1 |
| Reial Valladolid    | 1–0 | 1–0 | 2–2 | 1–2 | 2–1 | 1–1 | 4–2 | 2–0 | 2–1 | 3–2 | 0–1 | 3–1 | 1–0 | 2–5 | 2–3 | —   |

### Promoció
| Pos | Equip                 | PJ | PG | PE | PP | GF | GC | DG  | Pts | Classificació     |
| --- | --------------------- | -- | -- | -- | -- | -- | -- | --- | --- | ----------------- |
| 1   | RCD Espanyol (O, P)   | 10 | 7  | 1  | 2  | 17 | 8  | +9  | 15  | A Primera Divisió |
| 2   | Reial Societat (O, P) | 10 | 6  | 1  | 3  | 20 | 14 | +6  | 13  | A Primera Divisió |
| 3   | Reial Oviedo          | 10 | 5  | 1  | 4  | 22 | 20 | +2  | 11  | A Segona Divisió  |
| 4   | Atlético Tetuán       | 10 | 4  | 2  | 4  | 17 | 15 | +2  | 10  | A Segona Divisió  |
| 5   | Reial Saragossa       | 10 | 3  | 0  | 7  | 13 | 17 | −4  | 6   | A Segona Divisió  |
| 6   | Granada CF            | 10 | 2  | 1  | 7  | 13 | 28 | −15 | 5   | A Segona Divisió  |

| Casa \ Fora     | TET | ESP | GRA | OVI | RSO | ZAR |
| --------------- | --- | --- | --- | --- | --- | --- |
| Atlético Tetuán | —   | 1–2 | 4–0 | 2–3 | 2–2 | 2–0 |
| RCD Espanyol    | 4–1 | —   | 0–0 | 1–0 | 1–2 | 1–0 |
| Granada CF      | 3–1 | 1–3 | —   | 2–3 | 1–2 | 3–1 |
| Reial Oviedo    | 0–0 | 1–3 | 6–2 | —   | 1–0 | 6–0 |
| Reial Societat  | 1–2 | 2–1 | 6–1 | 3–2 | —   | 0–2 |
| Reial Saragossa | 0–2 | 0–1 | 2–0 | 7–0 | 1–2 | —   |

### Resultats final
- Copa d'Europa: Reial Madrid
- Copa de Fires: FC Barcelona
- Descensos: Racing de Santander i Málaga CF.
- Ascensos: Cultural Leonesa i Real Murcia.

## Màxims golejadors
| Posició | Jugador            | Equip               | Gols |
| ------- | ------------------ | ------------------- | ---- |
| 1       | Juan Arza          | Sevilla FC          | 29   |
| 2       | Alfredo di Stéfano | Reial Madrid        | 25   |
| 3       | Manuel Badenes     | València CF         | 22   |
| 4       | Arieta I           | Athletic Club       | 19   |
| 5       | Héctor Rial        | Reial Madrid        | 18   |
| 5       | Pahiño             | Deportivo La Coruña | 18   |
| 7       | Wilson             | Alavés              | 17   |
| 8       | José Artetxe       | Athletic Club       | 16   |
| 8       | Juan Araujo        | Sevilla FC          | 16   |
| 10      | Pablo Olmedo       | Celta de Vigo       | 15   |
| 10      | Joaquín Murillo    | Reial Valladolid    | 15   |

## Porter menys golejat
| Posició | Jugador        | Equip           | Gols | Partits | Mitjana |
| ------- | -------------- | --------------- | ---- | ------- | ------- |
| 1       | Juanito Alonso | Reial Madrid CF | 24   | 24      | 1,00    |